# Callopistria argentata
Callopistria argentata là một loài bướm đêm trong họ Noctuidae.